# Allan Loeb

Allan Loeb (nacido el 25 de julio de 1969) es un guionista y productor de cine y televisión estadounidense. Escribió la película de 2007 Things We Lost in the Fire y creó la serie de televisión de 2008 New Amsterdam. Escribió el drama cinematográfico 21 blackjack, que también se estrenó en 2008. Entre sus otros créditos, escribió y produjo The Switch (2010). También coescribió Wall Street 2: el dinero nunca duerme (2010), y The Dilemma (2011) y Just Go with It (2011). Realizó una reescritura para el musical Rock of Ages (2012) y la comedia de artes marciales mixtas Here Comes the Boom (2012).

## Vida y carrera
Loeb nació en el seno de una familia judía  en Highland Park, Illinois, hijo de Elsie y Henry Loeb. Asistió a la secundaria superior Ithaca College en Nueva York, de 1988 a 1992, abandonando sus estudios para trabajar en el Chicago Board of Trade. Se mudó a Los Ángeles, California en 1993 para comenzar una carrera como guionista. En 2004, después de graduarse de la Universidad de California en Los Ángeles (UCLA), se mudó a Nueva York para escribir el guion de The Only Living Boy in New York, que finalmente se convertiría en una película en 2017. Loeb regresó a Los Ángeles y continuó escribiendo su guion con la ayuda de los productores de Little Miss Sunshine, Albert Berger y Ron Yerxa. También se unió a Jugadores Anónimos para abordar su adicción al juego, que según afirma cambió su forma de escribir para bien. Por esta época, Loeb comenzó a trabajar en su siguiente guion, <i id="mwNA">Things We Lost in the Fire</i>.
Things We Lost in the Fire recibió críticas mixtas y fue un fracaso de taquilla que recaudó alrededor de 8 millones de dólares estadounidenses en todo el mundo. En 2008, Loeb compartió el crédito de guionista con Peter Steinfeld en la película 21 blackjack, producida y protagonizada por Kevin Spacey. En 2010, Loeb escribió The Switch, que fue estrenada en agosto de 2010. También coescribió Wall Street: Money Never Sleeps, dirigida por Oliver Stone. Además, escribió un par de películas de 2011, The Dilemma y Just Go With It , que recaudaron 67 y 215 millones de dólares, respectivamente.
Loeb reescribió el musical de rock de los años 80 La era del rock, protagonizado por Tom Cruise, en el que Loeb fue coguionista. Además, Loeb coescribió, junto con Kevin James, el guion de la comedia de artes marciales mixtas Here Comes the Boom .
Loeb también reescribió el proyecto 3D del desastre del terremoto de 2015 San Andreas para New Line Cinema, y la comedia de acción The Machine, con Vin Diesel como productor y protagonista de MGM.
En 2015, un guion que Allan Loeb había estado escribiendo desde 2007, Out of This World, finalmente avanzó. Retitulado como  The Space Between Us, película que fue estrenada en 2017. El guion de Collateral Beauty (2016), lo vendió a Palm Star Media, quien produjo la película, estelarizada por Will Smith.

## Vida privada
Loeb fue un jugador compulsivo desde los diez años hasta que se unió a Jugadores Anónimos en 2005, afirmando: «Literalmente, en el momento en que dejé de jugar, mi escritura cambió. Fue mágico. Le había estado dando tanta energía emocional al juego que solo la mitad de mí estaba escribiendo. Apostar era una pérdida de tiempo, una pérdida de energía, una pérdida de creatividad. Comencé a ir a las reuniones de Jugadores Anónimos todos los jueves por la noche y la escritura floreció. Tenía mucha más energía y pasión». Perdió hasta 30 000 dólares por su adicción al juego en un solo fin de semana y finalmente le quedó una deuda por tarjetas de crédito de 150 000. Loeb es un gran seguidor de la banda de rock Grateful Dead, a la que compara con la industria del cine en su fanpage.